# Музеи Владимирской области
Список музеев, находящихся во Владимирской области:
- Государственный Владимиро-Суздальский историко-архитектурный и художественный музей-заповедник (Владимир, ул. Большая Московская, 43)
- Государственный историко-архитектурный и художественный музей-заповедник «Александровская слобода» (Александров, Музейный проезд, 20)
- Музей истории техники (Александров, ул. Ленина, д 13, корп 1, 2 этаж — здание ТРЦ САША)
- Литературно-художественный музей Марины и Анастасии Цветаевых (Александров, ул. Военная, 2)
- Музей рукотворного камня ВНИИСИМСа (Александров ул. Институтская, 1)
- Муромский историко-художественный музей (Муром, ул. Московская, 13)
- Кибер-музей (Муром, ул. Кленовая, 34)
- Мемориальный дом-музей усадьба Н. Е. Жуковского (Собинский район, п/о Глухово, д. Орехово)
- Дом-музей братьев Столетовых (Владимир, ул. Столетовых, 3)
- Музей природы (Владимир, ул. Мира, 19)
- Водонапорная башня (Владимир, ул. Козлов вал, 10)
- Детский музейный центр (Владимир, ул. Большая Московская, 58)
- Исторический музей (Владимир, ул. Б. Московская, 64)
- Киржачский районный историко-краеведческий и художественный музей (Киржач, ул. Гагарина, 52)
- Юрьев-Польский историко-архитектурный и художественный музей (Юрьев-Польский, ул. 1 Мая, 4)
- Мстерский художественный музей (Вязниковский район, Мстера, пл. Ленина, 3)
- Гусь-Хрустальный историко-художественный музей (Гусь-Хрустальный, ул. Калинина, 2)
- Музей «Жизнь и творчество А. И. Солженицина» (Гусь-Хрустальный, ул. Строительная, 42)
- Музей природы «Мир птиц Национального парка Мещера» (Гусь-Хрустальный, п. Уршельский)
- Музей песни XX века (Вязники, ул. Пушкинская, 7)
- Александровский художественный музей (Александров, ул. Советская, д. 16)
- Камешковский районный историко-краеведческий музей (Камешково, ул. Ленина, д.2)
- Ковровский историко-мемориальный музей (Ковров, ул. Абельмана, 20)
- Историко-краеведческий музей Ковровского района (Ковровский район, п. Мелехово, ул. Первомайская, д. 94)
- Вязниковский историко-художественный музей (Вязники, ул. Благовещенская, д. 58)
- Гороховецкий историко-архитектурный музей (Гороховец, пер. Школьный, д. 5)
- Музей хрусталя имени Мальцовых (Гусь-Хрустальный, ул. Калинина, 2-а)
- Музей шоколада (Покров, ул. Ленина, д. 79)
- Музей Петуха (Петушки, Советская площадь, д. 3 (Районный Дом Культуры))
- Петушинский краеведческий музей (Петушки, ул. Чкалова, дом 10)
- Архиерейские палаты (Суздаль, ул. Кремлёвская, 20)
- Музей деревянного зодчества и крестьянского быта (Суздаль, ул. Пушкарская)
- Музей живой истории «Щурово Городище» (Суздаль, Коровники, 14)
- Музей восковых фигур (Суздаль, ул. Кремлёвская, 3)
- Народный музей П. И. Багратиона (село Сима)
- Музей «Летопись родного края» МБОУ ДОД «Станция юных туристов», (г. Кольчугино, ул. Ульяновская, д. 33-а)
- Центр истории заводов купца Кольчугина А. Г., (г. Кольчугино, ул. Карла Маркса, д. 3)
- Музей «История эвакогоспиталя № 3083» МБОУ «СОШ № 5», (г. Кольчкгино, ул. Гагарина, д. 8)